# Kanton Grigny
Der Kanton Grigny war von 1985 bis 2015 ein französischer Wahlkreis im Arrondissement Évry, im Département Essonne und in der Region Île-de-France. Vertreter im Generalrat des Départements war zuletzt von 1992 bis 2015 Claude Vazquez (PCF).
Der Kanton Grigny war identisch mit der Gemeinde Grigny. 